# پسخورد ویدئویی

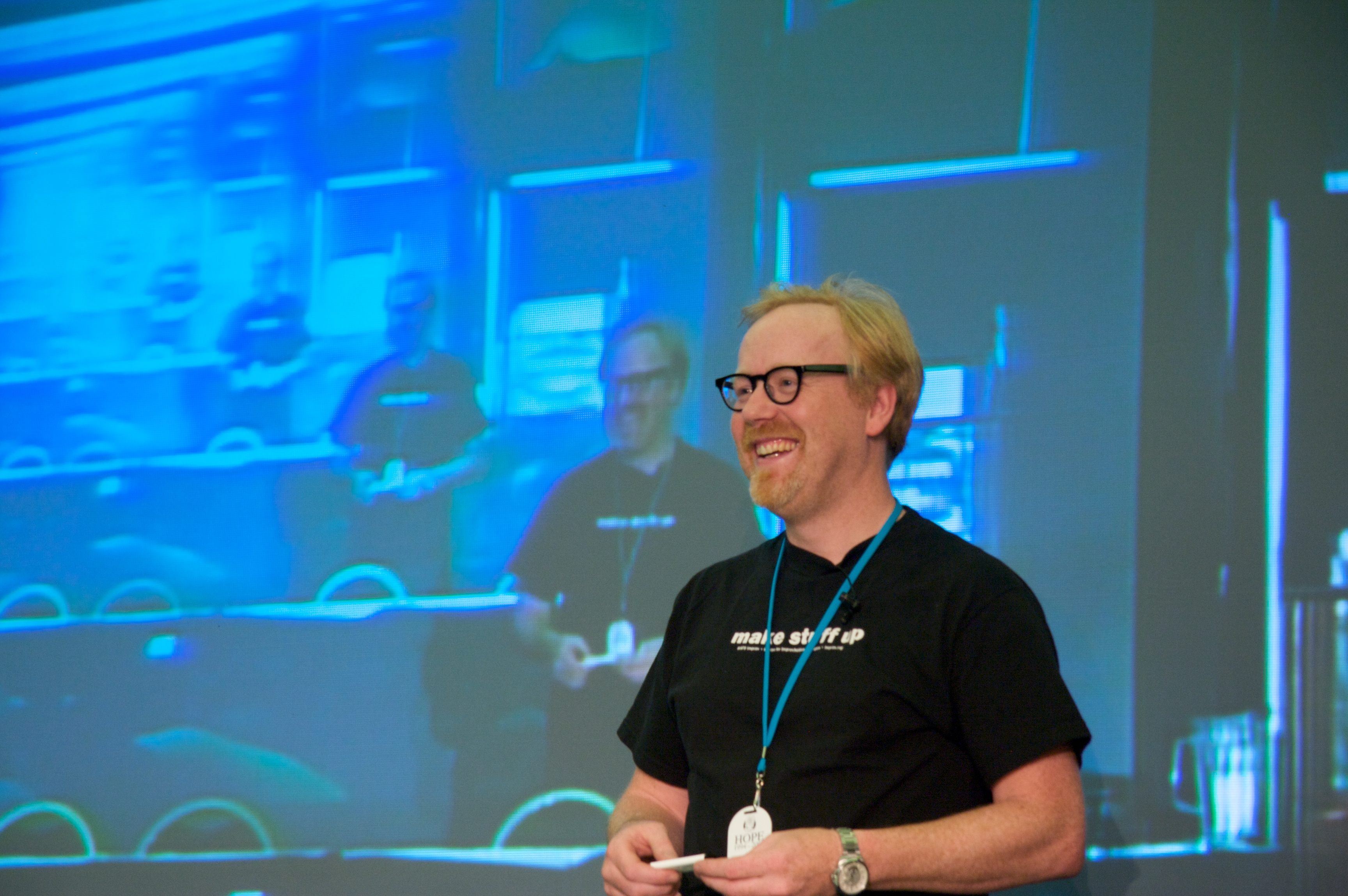
پسخورد ویدئویی آدام سویج

پسخورد ویدئویی وقتی اتفاق می‌افتد که دوربین از نمایشگری که در حال پخش مستقیم تصاویر ضبطی از همان دوربین است در حال فیلم برداری است. البته این پسخورد دارای تأخیری حداقل به اندازهٔ یک فریم است که ناشی از پردازش‌های سیستم ورودی و خروجی است. اگر حلقه‌های پردازشی بیشتری در حال کار باشند، این تأخیر می‌تواند بیشتر باشد.

## تاریخچه
تنها کمی پس از اختراع دوربین فیلم‌برداری توسط چارلی گینسبرگ این پدیده در سال ۱۹۵۶ میلادی برای اولین بار کشف شد.